# Band Henrik
Band Henrik (Haida, Csehország, 1841. december 27. – Vácrátót, 1913. január 23.) kertművész, dendrológus.

## Életrajza
1841-ben született az ekkor Osztrák Birodalomhoz tartozó haidai törvényszéki kerület Pihlerbaustellen településén (ma Nový Bor része). Apja, Franz Band, építőmester volt. Kertészeti diplomáját a prágai botanikus kertben szerezte meg. 1864. február 15-től Esterházy herceg hietzingi kertjében dolgozott gyakornokként, majd 1866 novemberétől már önálló kertészként Victor Eulernél. A három év után itt kapott szolgálati bizonyítványa tanúsítja sokoldalú tevékenységét: botanikus, kerttervező, kertépítő és üvegházépítő.  1869-ben Jámbor Vilmos főkertész mellé szerződött József főherceg alcsúti uradalmába. 1872-ben Jámbor ajánlotta a Bécsből hazaérkező Vigyázó Sándor figyelmébe, aki Vácrátót 40 hektár területén botanikus kertet akart létesíteni. 1873-tól, már főkertészként a Vigyázó-féle díszkertből az ország egyik legnevesebb parkját hozta létre romantikus angolpark-stílusban. 1910 körül fejezte be a külföldön is híressé vált park építését, melynek gondozását fia, Band Ferenc vette át. (1914 őszén fia bevonult az első világháborúba és a fronton elesett. Halálát ő már nem érte meg.) Az 1162 db növényt tartalmazó herbáriuma jelenleg az MTA vácrátóti Ökológiai és Botanikai Intézetében található.
Több kiállításon (így az 1885. évin) kitüntetéseket és okleveleket nyert.
Halálát véredény-elmeszesedés okozta. Felesége Scholz Franciska volt.

## Munkássága
Korának kiváló növénytermesztője és kitűnő kertművésze volt.

## Munkái
- A hazai flóra kiválóbb növényeinek ismertetése, kultúrája, alkalmazása és termőhelye (Kertészeti Lapok, 1888. 3.)
- A lótetű (Gryllotalpa vulgaris) kipusztítása. (A Kert, 1897. 23.)
- Kitünő saláta-növény (Cichorium Intybus L.). (A Kert, 1895. 6.)
- A nemesgaly befolyása az alanyra és viszont. (A Kert, 1898. 3.)